# Lassi Thomson
Lassi Thomson, född 24 september 2000, är en finländsk professionell ishockeyback som är kontrakterad till Ottawa Senators i National Hockey League (NHL) och spelar för Belleville Senators i American Hockey League (AHL).
Han har tidigare spelat för Ilves i Liiga och Kelowna Rockets i Western Hockey League (WHL).
Thomson draftades av Ottawa Senators i första rundan i 2019 års draft som 19:e spelare totalt.

## Statistik
| 2018–2019    | Kelowna Rockets     | WHL          | 63  | 17 | 24 | 41 | 40 | — | — | — | — | — |
| 2019–2020    | Ilves               | Liiga        | 39  | 7  | 6  | 13 | 12 | — | — | — | — | — |
| 2020–2021    | Ilves               | Liiga        | 18  | 0  | 2  | 2  | 4  | — | — | — | — | — |
|              | Belleville Senators | AHL          | 35  | 1  | 12 | 13 | 12 | — | — | — | — | — |
| 2021–2022    | Ottawa Senators     | NHL          | 16  | 0  | 5  | 5  | 2  | — | — | — | — | — |
|              | Belleville Senators | AHL          | 44  | 10 | 16 | 26 | 54 | 2 | 0 | 0 | 0 | 0 |
| 2022–2023    | Ottawa Senators     | NHL          | 2   | 0  | 0  | 0  | 4  | — | — | — | — | — |
|              | Belleville Senators | AHL          | 56  | 7  | 26 | 33 | 28 | — | — | — | — | — |
| NHL totalt   | NHL totalt          | NHL totalt   | 18  | 0  | 5  | 5  | 6  | — | — | — | — | — |
| Liiga totalt | Liiga totalt        | Liiga totalt | 57  | 7  | 8  | 15 | 16 | — | — | — | — | — |
| AHL totalt   | AHL totalt          | AHL totalt   | 135 | 18 | 54 | 72 | 94 | 2 | 0 | 0 | 0 | 0 |

### Internationellt
| Källa: Uppdaterad: 2021-11-12 | Källa: Uppdaterad: 2021-11-12 | Källa: Uppdaterad: 2021-11-12 |         | Utv = Utvisningsminuter | Utv = Utvisningsminuter | Utv = Utvisningsminuter | Utv = Utvisningsminuter | Utv = Utvisningsminuter |
| År                            | Lag                           | Mästerskap                    | Matcher | Mål                     | Assists                 | Poäng                   | Utv                     |                         |
| ----------------------------- | ----------------------------- | ----------------------------- | ------- | ----------------------- | ----------------------- | ----------------------- | ----------------------- | ----------------------- |
| 2018                          | Finland                       | U18-VM                        | 7       | 0                       | 2                       | 2                       | 2                       |                         |
| 2020                          | Finland                       | JVM                           | 7       | 0                       | 3                       | 3                       | 8                       |                         |
| Junior totalt                 | Junior totalt                 | Junior totalt                 | 14      | 0                       | 5                       | 5                       | 10                      |                         |